# كين فيني
كين فيني (بالإنجليزية: Ken Finney)‏ (10 مارس 1929 في المملكة المتحدة - ) هو لاعب كرة قدم بريطاني في مركز جناح ‏. لعب مع ستوكبورت كونتي ونادي ترانمير روفرز لكرة القدم ونادي ألترينتشام.